# Domaboué
Domaboué est un village Dida, une sous-préfecture de Lakota, au sud-ouest de la Côte d'Ivoire dans la région du Lôh-Djiboua.

## Personnalités liées
- Émile Boga Doudou